# Eborico

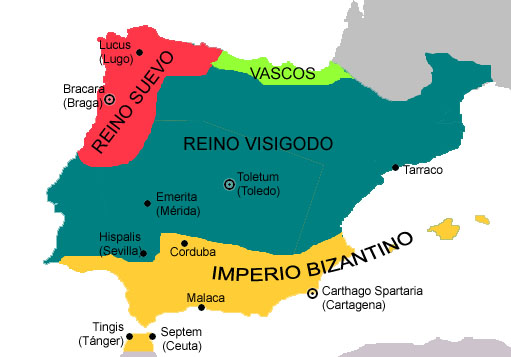
Penisola iberica nel 580 circa. In rosso il regno dei Suebi. In verde scuro il regno degli Visigoti. In giallo la provincia bizantina della Spagna. In verde chiaro la zona della penisola iberica sotto il controllo dei Baschi.

Eborico dei Suebi anche in spagnolo, in galiziano e in portoghese, fu chiamato anche Eburico o Eurico (... – dopo il 585) è stato re dei Suebi di Gallaecia, dal 583 fino alla sua detronizzazione, nel 584.

## Origine
Eborico, come confermano Isidoro di Siviglia (Huic Eboricus filius in regnum succedit) e Giovanni di Biclaro, era figlio del re dei Suebi di Gallaecia, Miro e di sua moglie, Siseguta.

Miro era figlio del re dei Suebi di Gallaecia, Teodemaro e della moglie di cui non si conoscono né il nome né gli ascendenti.

## Biografia
Eborico viene citato nell'elenco dei re Suebi nel El reino suevo (411-585), come quinto re dopo il periodo oscuro e si hanno nuovamente informazioni sul regno suebo di Galizia.
Nel 581 Ermenegildo, governatore della Betica, e figlio del re dei visigoti, Leovigildo, si ribellò al padre, accettando la corona offertagli dai ribelli sivigliani. La contrapposizione tra padre e figlio era dovuta soprattutto a motivi di appartenenza religiosa: Leovigildo era ariano, mentre Ermenegildo, dopo il matrimonio (579) con la principessa dei Franchi Ingonda, si era convertito al cattolicesimo; suo padre Miro, quando nel 583 seppe che i sostenitori di Ermenegildo erano asserragliati a Siviglia, assediata da Leovigildo, decise di correre in loro soccorso; ma, prima di giungere a Siviglia e portare il suo aiuto, fu affrontato da Leovigildo che lo attaccò e lo respinse, facendolo rientrare nei suoi possedimenti, come viene riportato anche da Gregorio di Tours, nel suo Historia Francorum.

Forse Miro è morto a Siviglia nel contesto di questa campagna, anche se le circostanze non sono note.

Anche Isidoro di Siviglia e Giovanni di Biclaro riportano questo avvenimento, asserendo che Miro era intervenuto a fianco di Leovigildo.

Suo padre, Miro, morì, nel 583, e Eborico gli succedette, come confermano Isidoro di Siviglia  e Giovanni di Biclaro.

Secondo il Diccionario biográfico español, Real Academia de la Historia, come conferma anche Isidoro di Siviglia (adulescentem) Eborico era ancora molto giovane e, secondo Gregorio di Tours, rispettando la tregua concordata dal padre, riconobbe la superiorità dei Visigoti e, dopo aver stretto un patto di alleanza con il loro re Leovigildo, fu incoronato re dei Suebi.
Questa sua sottomissione ai Visigoti, portò alla ribellione dell'aristocrazia, che ebbe come conseguenza la sua detronizzazione, nel 584.

Sia Gregorio di Tours, che Isidoro di Siviglia (Audeca sumpta tyrannide regno priuat et monachum factum in monasterio damnat) e Giovanni di Biclaro, narrano che la rivolta fu condotta da Andeca, che era anche suo cognato, lo fece tonsurare, lo fece rinchiudere in un monastero e forzando sua madre, Siseguta, la vedova del re Miro, a sposarlo si proclamò e re prese il posto di Eborico sul trono.

Questo avvenimento viene riportato anche la IDENTITY AND INTERACTION: The Suevi and the Hispano-Romans.
Eborico morì dopo l'anno 585. Forse fu fatto assassinare dal cognato e patrigno, Andeca, ma secondo Gregorio di Tours fu ordinato, prima diacono e poi presbitero. In ogni caso non si hanno altre notizie della sua vita.

## Discendenza
Di Eborico non si conosce alcuna discendenza.

### Fonti primarie
- (LA)  "Saint+Gregory+(Bishop+of+Tours)"&printsec=frontcover Historia Francorum.
- (ES)  El reino suevo (411-585).
- (ES)  IDENTITY AND INTERACTION: The Suevi and the Hispano-Romans.
- (LA)  #ES Idatii episcopi Chronicon.
- (LA)  Isidori Historia Gothorum, Wandalorum, Sueborum, Historia Sueuorum.
- (LA)  Monumenta Germaniae Historica, Auctorum antiquissimorum, tomus 11, Iohannis Abbatis monasterii Biclarensis Chronica.

### Letteratura storiografica
- Rafael Altamira, "La Spagna sotto i Visigoti", in "Storia del mondo medievale", vol. I, 1999, pp. 743–779